# Giuseppe Maria Nelvi
Giuseppe Maria Nelvi   (1698 - 1756) fou un compositor italià de música sacra, òpera i oratori.
Va néixer a Bolonya, on també va rebre la seva formació musical, estudiant sota Angelo Michele Bartolotti, Floriano Maria Arresti, Giovanni Antonio Ricieri i Angelo Predieri. El 1718, als vint anys, va ser nomenat mestre de capella a la Confraria de "Santa Maria della Morte" i el 1722 va esdevenir membre de l'"Accademia Filarmonica di Bolonya". El 1727 va anar a Polònia per exercir de director musical per al general Wacław Rzewuski, càrrec ocupat anteriorment per Giovanni Antonio Ricieri. Va tornar a Itàlia el 1730 on va romandre un any abans d'anar a Alemanya. Allà treballà a Frankfurt i Hamburg i fou el compositor de la Cort de "Thurn und Taxis" a Regensburg, càrrec que va ocupar fins a 1734. Al seu retorn a Bolonya va ser anomenat "Príncep" de l'Academia Filarmonica. Des de 1738 fins a la seva mort va ser mestre de capella de la catedral d'Orvieto.